# Xorides tornatus
Xorides tornatus är en stekelart som först beskrevs av Schiodte 1839.  Xorides tornatus ingår i släktet Xorides och familjen brokparasitsteklar. Inga underarter finns listade i Catalogue of Life.